# Линколн Парк (Џорџија)
Линколн Парк (енгл. Lincoln Park) насељено је место без административног статуса у америчкој савезној држави Џорџија.

## Демографија
По попису из 2010. године број становника је 833, што је 289 (-25,8%) становника мање него 2000. године.
| Група             | 2000.         | 2010.       |
| Белци             | 50 (4,5%)     | 61 (7,3%)   |
| Афроамериканци    | 1.066 (95,0%) | 759 (91,1%) |
| Азијати           | 3 (0,3%)      | 4 (0,5%)    |
| Хиспаноамериканци | 9 (0,8%)      | 2 (0,2%)    |
| Укупно            | 1.122         | 833         |